# (1964) Luyten
(1964) Luyten – planetoida z pasa głównego asteroid okrążająca Słońce w ciągu 3 lat i 319 dni w średniej odległości 2,47 j.a. Została odkryta 24 września 1960 roku. Nazwa planetoidy pochodzi od Willema Jacoba Luytena, holendersko-amerykańskiego astronoma. Przed nadaniem nazwy planetoida nosiła oznaczenie tymczasowe (1964) 2007 P-L.